# ほりゆり
ほり ゆり（1988年8月11日 - ）は、千葉県出身の日本の女優、タレント、モデルである。青山学院女子短期大学を卒業している。2023年8月に芸名の表記を堀 有里から愛称だったほり ゆりに変更している。

## 略歴
幼少期からジュニアモデルとして活動を開始。しかし当時は無意識のあまり、何のために何をやっているか理解していなかったという。その後、小学2年生の頃から女優やモデルに憧れを持ち始める。以降オーディションの応募を重ね、初めて渋谷に行った時にスカウトされたことがきっかけで芸能界入りした。
2003年、蛭子能収監督作品「諫山節考」で映画デビュー。その後も映画、ドラマ、舞台などを中心に出演。代表作は映画「BABY BABY BABY! -ベイビィ ベイビィ ベイビィ-」「恋のプロトタイプ」、ドラマ「真夜中の百貨店～シークレットルームへようこそ～」など。
2014年に所属事務所をアートプロダクションからプラチナムプロダクションに移籍。
2016年4月、ドラマ「真夜中の百貨店～シークレットルームへようこそ～」（BSジャパン）でスタイリスト役として自身初のレギュラー出演。
2017年1月14日、ラジオ「SATURDAY EXPO」（かつしかFM）に初出演。以後毎月第1週土曜日、レギュラーパーソナリティとして番組に出演。同年2月26日、BEAUTY MY SELECTION TOKYO 2017内のフリーペーパー「美toBE Vol.11」カバーガールオーディションでグランプリを獲得した。
2020年4月1日、以前より親交のあった藍沢慶子、木下彩と1年間の期間限定の三人組ユニット「ぽりこぴー」を結成・本格稼働開始。ツイキャスにて定期的に配信（毎月第一・第三土曜日21:00～21:30目安）を行っている。また、ネットショッピング「BASE」内にてオンラインストア「ぽりこぴーしょっぷ」を開設し、オリジナルグッズを展開・販売している。
2023年7月末をもって9年間所属したプラチナムプロダクションを退所した。また、芸名をほりゆりに変更することを発表した。

## 受賞歴
- BEAUTY MY SELECTION TOKYO 2017「美toBE Vol.11」カバーガールオーディション　グランプリ（2017年）
- 劇場都市 TOKYO ENGEKI SAI 主演俳優賞　弾倉に薔薇を込めて (2022年)
- グローバルインディアンフィルムフェスティバル2024最優秀女優賞(銀賞)　REUNIIN :02 Genesisの演技において受賞

## 人物
- 趣味は食べること、アクセサリー作り、童話制作。特技はダンス、バレーボール。童話制作は短大時代に学んだことで造詣が深く、公式ブログでは定期的におすすめの絵本を紹介している[9]。
- 2016年に出演した舞台「世界は僕のCUBEで造られる2016」では滑稽のキャラクターを演じ、公演毎に異なる一発ギャグを披露した[10]。その経験で自信を掴み、Twitterのプロフィール欄では「目指せ面白可愛い女優」を宣言している。
- モデルの猪鼻ちひろとは互いを誕生日会に招き合うなど、特に仲が良い[11][12]。
- 同じ事務所に所属していた横川ユカとは舞台「世界は僕のCUBEで造られる2016」やワロップ放送局の番組で共演、ブログでもプライベートで一緒に過ごす様子を紹介し、公私ともに親交が深い[13][14][15][16]。
- グラビアアイドルの疋田紗也は高校の同級生である[17]。
- 生まれて初めて購入したCDはモーニング娘。の「I WISH」。モーニング娘。に2001年から2006年まで在籍していた小川麻琴とは、舞台『風雪の城〜LIAR〜』で共演した[18]。
- 特技は似顔絵であり、似顔絵検定２級を所持している。
- 食品衛生管理責任者を取得。

## 出演

### 映画
- 諫山節考（2003年、監督：蛭子能収）
- AKIBA（2006年、監督：小沼雄一）
- スケバン刑事 コードネーム=麻宮サキ（2006年、監督：深作健太）
- こわい童謡 表の章（2007年、監督：福谷修）
- BABY BABY BABY!（2009年、監督：両沢和幸）
- 恋のプロトタイプ（2014年、監督：中村公彦、沢口アオイ役）
- 傷女子（はじめての悪魔祓い）（2014年、監督：中村公彦、聖沢アキホ役）
- REUNION (2021年、監督：北御門潤、ユリ役)
- REUNION:02 -GENESIS- (2023年、監督：北御門潤、ユリ役)
- 三日月とネコ (2024年、監督：上村奈帆)
- By 6 am 夜が明ける前に　(2025 年、監督：向井宗敏、幼稚園の先生役)

### 舞台
- 銀玉商店街（2012年）
- 春のは、夏のな（2012年）
- 日陰に輝く（2012年）
- 僕のはははははのはは（2013年）
- ボッコ～上野より愛をこめて～（2013年、ボッコ役（主役））
- 人斬りの恋（2013年）
- THE LAST SONG～命の行進曲～（克美役、2014年）
- Go,jet!go!go!（2014年）
- 愛の門～スパイラル・トライアングル～（2015年）
- 世界は僕のCUBEで造られる2016（2016年6月15日～26日）[10]
- 星空ロック（2016年7月29日～31日）
- はい、カット！（2016年）
- one 偽りと誠～最近、テレビ出過ぎじゃないですか？～（2017年）
- Y's EXP. 4th Expression「それは光のように」「煌きながら君へと咲いて」（2017年6月9～12日、主役）
- LADY A GO GO!（2018年2月17日～25日）
- 風雪の城〜LIAR〜（2018年4月4日～8日）[18]
- Mad Journey（2018年7月1日～8日、七宝狐役[19]）
- 靖国への帰還（2018年10月4日～8日）
- あの日はライオンが咲いていた（2018年11月7日～11日）
- バック・トゥ・ザ・君の笑顔（2019年7月4日～10日）
- The Great Gatsby In Tokyo　(2019年9月）
- にじゅう　（2019年11月)
- IBUKI (2019年12月)
- URI〜雨降ればカッパが笑う〜 (2020年3月[20])
- 笑う、夜の果てにて (2020年3月)
- Three Kingdoms～魏国編～ (2020年8月5日～10日[21]）
- 罪の森(2020年11月[22])
- ALICExSTORY ～愛しの旦那様を探して～(2020年11月)
- サクラオニドレ(2021年1月)
- 腹笑い(2021年1月[23])
- 菅生ゼミ休講のお知らせ(2021年3月、脚本、演出)
- TravelxTripxTour(2021年4月、脚本、演出、主演）
- PIZZA大戦争(2021年6月[24])
- 蒼天の宴(2021年7月[25])
- OYUUGIKAI(2021年9月、脚本、演出[26])
- 変わらないで、カメレオン(2021年11月、主演[27])
- 朗読劇eternally(2022年1月、主演[28])
- E-utopia(2022年3月[29])
- 弾倉に薔薇を込めて(2022年3月、主演[30])
- TravelxTripxTour Extra edition!!(2022年5月、脚本、演出、主演)
- 僕らの88年式タイムカプセル(2022年6月、共同脚本、演出、主演[31])
- 袴DEアンビシャス！(2022年7月[32])
- 夏に舞う雪のように(2022年8月[33])
- 嘘ぎらい(2022年10月[34])
- 第13回蜂巣和紀単独コントイベント蜂巣祭～2022秋の陣～(2022年11月[35])
- ワスルカ(2022年11月[36])
- オハヨウ劇場 コント朝女芝 (2022年12月、ゲスト出演)
- END es PRODUCE リベルテVol.22 (2022年12月[37])
- 舞台「Collar×Malice -白石景之編-」（2022年12月、竹内里美[38]）
- 猫ノ手シアター第6回四字熟語公演 四面楚歌 (2023年1月[39])
- オハヨウ劇場コント朝女芝 (2023年1月、ゲスト出演)
- HH企画番外公演　あんた誰？ (2023年3月[40])
- END es PRODUCE リベルテVol.23 (2023年3月[41])
- 星レト短編集 plumaje (2023年4月[42])
- 合唱だっつってんだ (2023年5月[43])
- TravelxTripxTour Final!! (2023年5月、総合演出、振付)
- PIZZA大戦争2023 (2023年7月[44])
- END es PRODUCE etape Vol.2「N-ull land 零の世界」(2023年8月[45])
- Inferno Phantasia (2023年8月[46])
- おむすびシアター (2023年9月[47])
- OYUUGIKAI 2023 (2023年10月、脚本[48])
- 第15回蜂巣和紀単独コントイベント蜂巣祭〜2023秋の陣〜 (2023年11月[49])
- Three Stories of christmas～貴方の叶えたい夢は何ですか？！～ (2023年12月[50])
- END es PRODUCE リベルテVol.25 (2023年12月[51])
- 菅生ゼミ休講のお知らせ (2024年3月、脚本、演出[52])
- 普通になれなくて（2024年10月）[53]
- Poppin' Shower Produce vol.2『星空ハーモニー2024』♯チーム（2024年12月25日 - 29日、シアターグリーンBIG TREE THEATER）- 星崎天 役[54]
- プロジェクトリコロ 第8回公演 SUMU（2025年2月12日-16日、萬劇場）- 玲子 役[55]
- 6CプレゼンツFlying high Vol.1『最後の1フィート〜一編の映画を巡る3つの物語〜』（2025年3月13日-16日、アトリエファンファーレ東池袋）- 小野貴子 役[56]

### テレビ番組
- アイドル道（フジテレビ721）
- U-15 しゃべり場（エンタ371）
- 痛快TV スカッとジャパン（フジテレビ、2017年4月3日放送）- 「新入社員をイビる悪女エリカ」で菜々緒と共演[57]
- 直撃！シンソウ坂上 (フジテレビ、2016年) - 再現ドラマ内 石川秀美 役

#### テレビドラマ
- 天までとどけ5（2004年、TBS） - 鈴木愛 役
- 義経（2005年、NHK） - 平律子 役
- 不機嫌なジーン（2005年、フジテレビ） - 女子高生 役
- どんど晴れ（2007年、NHK） - 益田直子 役
- 温泉へGo!（2008年、TBS） - 千葉優香 役
- 桜の木の下で… episode7「ケータイ依存症」（2008年、スカパー!） - 亜美 役（主役）
- 天使のナイフ（2015年、WOWOW） - 秘書 役
- 陰陽師（2015年、テレビ朝日） - 大江邸女官 役
- 婚活刑事（2015年、読売テレビ） - 中原美咲 役
- 怪盗山猫（2016年、日本テレビ） - ホテル従業員 役
- 真夜中の百貨店～シークレットルームへようこそ～（2016年、BSジャパン） - スタイリスト 役（レギュラー）
  - 真夜中の百貨店トークショー（2016年8月6日、新宿伊勢丹・喫茶カフェリジーグ）
- 大貧乏（2017年、フジテレビ） - 山口純名 役
- 銭形警部（2017年、Hulu） - 船津恵美 役
- 感情8号線（2017年、フジテレビTWO） - OL 役
- 宇宙戦隊キュウレンジャー 第35話（2017年、テレビ朝日） - マネージャー 役
- GARO -VERSUS ROAD-（2020年、TOKYO MXほか）
- ソロ活女子のススメ 第1話（2021年、テレビ東京） - スタイリスト 役
  - ソロ活女子のススメ2 第7話（2022年） - 温泉巡りをする女性 役
  - ソロ活女子のススメ3 第11話（2023年） - アミューズメント施設の女性スタッフ 役
  - ソロ活女子のススメ4 第10話（2024年） - 巨大迷路の客 役
- クラスメイトの女子、全員好きでした 第7話　(2024年、日本テレビ) -片山こずえ 役
- Qrosの女 スクープという名の狂気 第3話　(2024年、テレビ東京) - 松五郎の妻・遥 役
- 財閥復讐〜兄嫁になった元嫁へ〜　(2025年、テレビ東京) - 伊勢悟史の妻・伊勢彩美 役

#### ネット番組
- ワロップ放送局
  - あゆーりタイム5（2014年10月12日、ゲスト出演。トーク番組）
  - けーことゆーりの深いところ（2016年2月4日、3月3日、4月7日、鈴木優梨・藍澤慶子と共演）
  - ふかいところ（2016年5月5日、6月2日、7月21日、8月18日、9月5日、鈴木優梨・藍澤慶子と共演）
  - わいわいハロウィンナイト（2016年10月20日）
  - とってダシ"生"ビリケン！（2016年11月14日）
  - クリスマス女子総選挙（2016年12月24日）
  - 美女たちのティータイム（2017年1月21日）
  - キトノチ！（2017年2月25日）
  - 片山陽加の"一口馬主なりたガール"〜WALLOP開局祭 SP〜（2017年4月2日）
  - カナトーーーク (2017年5月23日,8月23日,12月27日)
  - ほりゆりのボドゲ日和(2018年10月10日)
  - わろかわ美人 by 夏木元みなみ (2018年10月27日)
  - アイドルスピリット (2020年9月17日)
  - ほりゆりのボドゲ日和 (2021年11月28日)
- YouTube
  - ぽりこぴー (2020年3月6日～)
  - ごっこ倶楽部　内助の功、子守歌　(2022年10月)
- その他
  - 梨衣名の晩酌 呑みまくりいな！（2017年2月7日、生テレ）
  - なにゆえ！？オウンゴール（2017年3月7日、ON AIR TV）

### ラジオ番組
- SATURDAY EXPO（2017年、かつしかFM、月1回レギュラーパーソナリティとして出演）

### ミュージックビデオ
- Janne Da Arc「Rainy～愛の調べ～」（2003年）
- 金宇宙「言葉にできない」（2007年）
- 4you「I for you～毎日がクリスマスイヴ～」（2012年）

### DVD
- 幸福少女シリーズ「ラブレター in沖縄」（2006年7月28日発売、ベンテンエンタテインメント）
- ほんとうにあった怖い話 一八夜（2011年）

### ゲーム
- トワイライトシンドローム 禁じられた都市伝説（2008年、ニンテンドーDS）

### 広告
- Z会
- リクルート「卒業おめでとう広告」
- 大塚製薬「カロリーメイト」
- 日本工学院
- ナジック
- 楽天O-net
- たかの友梨エストファクト
- 日本メディカルハーブ協会

#### テレビCM
- JR東日本「エキナカ大船」
- アクサダイレクト
- ミスティーン（洗顔料、タイのみオンエア）
- ATAMI BAY RESORT KORAKUEN
- サクラグ「sangoport」(沖縄のみ放送）

#### ラジオCM
- 木村昌則法律事務所（2017年）

#### インフォマーシャル
- フレッツ光
- アスカ化粧品
- Xperia
- ヤクルト1000 （2020年 テレビ朝日系全力坂内）

### 雑誌
- Hana* chu→
- SCOOTER STYLING
- ポット
- 日本カメラ
- CanCam
- きれいなヘア 550style（2017年）

### 書籍
- カジュアルきものライフ
- メガネスタイル